# 穆龙
穆龙（法語：Mouron，法語發音：[muʁɔ̃] ⓘ）是法国大東部大區阿登省的一个市镇，属于武济耶区。

## 地理
穆龙（49°18'36"N, 4°47'2"E）面积6.4 平方千米，位于法国大東部大區阿登省，该省份为法国北部内陆省份，西接埃纳省，南至马恩省，东临默兹省，北与比利时接壤。
与穆龙接壤的市镇（或旧市镇、城区）包括：布雷西-布里耶尔、沙勒朗日、奥利济-普里马、瑟尼克、沃莱穆龙、格朗普雷。

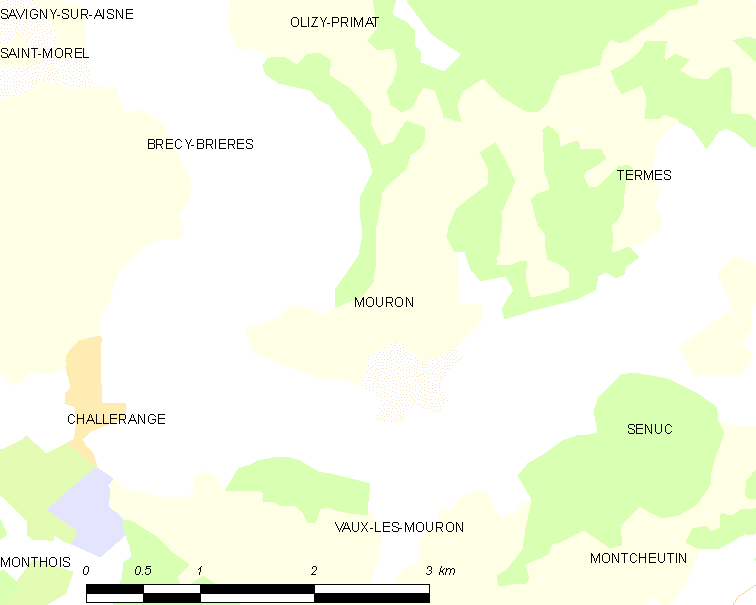
穆龙的OSM定位图

穆龙的时区为UTC+01:00、UTC+02:00（夏令时）。

## 行政
穆龙的邮政编码为08250，INSEE市镇编码为08310。

## 政治
穆龙所属的省级选区为阿蒂尼县。

## 人口

1962-2008年间穆龙人口变化图示

穆龙于2022年1月1日时的人口数量为74人。